# 聖橋で
「聖橋で」（ひじりばしで）は、2007年8月22日に発売されたあさみちゆきの6枚目のシングル。
売れない小説家に別れを告げて、家を出てゆく女を歌った曲である。

## 収録曲
1. 聖橋で (4分55秒)
作詞：阿久悠／作曲：杉本眞人／編曲：若草恵
2. あした (5分51秒)
作詞：阿久悠／作曲：大野克夫／編曲：若草恵
3. 聖橋で（オリジナル・カラオケ） (4分55秒)
作曲：杉本眞人／編曲：若草恵
4. あした（オリジナル・カラオケ） (5分51秒)
作曲：大野克夫／編曲：若草恵

## タイアップ
- TBS「開運音楽堂」エンディングテーマ
- MXTV「うたナビ21」オープニングテーマ

## その他
- 狩人の楽曲に、本楽曲と同じく阿久悠が作詞した「聖橋で」と言う曲があるが、同名異曲である。